# Alajos
Az Alajos a germán eredetű német Alois, Alwis férfinév magyar alakváltozata. Elemeinek jelentése: egész és bölcs.

## Gyakorisága
Az 1990-es években igen ritkán fordult elő. A 2000-es és a 2010-es években nem szerepel a 100 leggyakrabban adott férfinév között.
A teljes népességre vonatkozóan a 2000-es és a 2010-es években az Alajos nem szerepelt a 100 leggyakrabban viselt férfinév között.

## Névnapok
- június 21.[2]
- október 17.[2]

## Híres Alajosok
„Alajos” utónevű személyek szócikkeinek listája a Wikidata alapján